# True Corporation

Logo der True Corporation

Die True Corporation (thailändisch ทรู คอร์ปอเรชั่น) ist ein thailändisches Telekommunikationsunternehmen mit Sitz in Bangkok. Sie ist der führende Anbieter von Kabelfernsehen und Internet in Thailand und der zweitgrößte Mobilfunknetzbetreiber. Diese Sparten werden als TrueVision, TrueOnline und TrueMove vermarktet.
Die True Corporation ist mehrheitlich im Besitz des Mischkonzerns Charoen Pokphand, einer der größten Unternehmensgruppen in Asien, gegründet 1921 von chinesischen Einwanderern und ursprünglich in der Agrar- und Nahrungsmittelindustrie aktiv. Die Charoen-Pokphand-Gruppe gründete am 13. November 1990 das Tochterunternehmen TelecomAsia. Zuvor hatte sie eine Ausschreibung der thailändischen Regierung gewonnen, in Bangkok und Umgebung 2,6 Millionen Festnetzverbindungen zu installieren und mit einer 25-jährigen Lizenz zu betreiben. Da es der Gruppe am nötigen Know-how fehlte, ging sie eine Kooperation mit dem US-Telekomanbieter NYNEX (einem Vorläufer von Verizon) ein. Systemlieferant war die deutsche Firma Siemens, die in Bangkok für diesen Auftrag die Siemens Ltd. Thailand gründete und in Rayong mit der Produktion von Komponenten für ihr System EWSD begann.

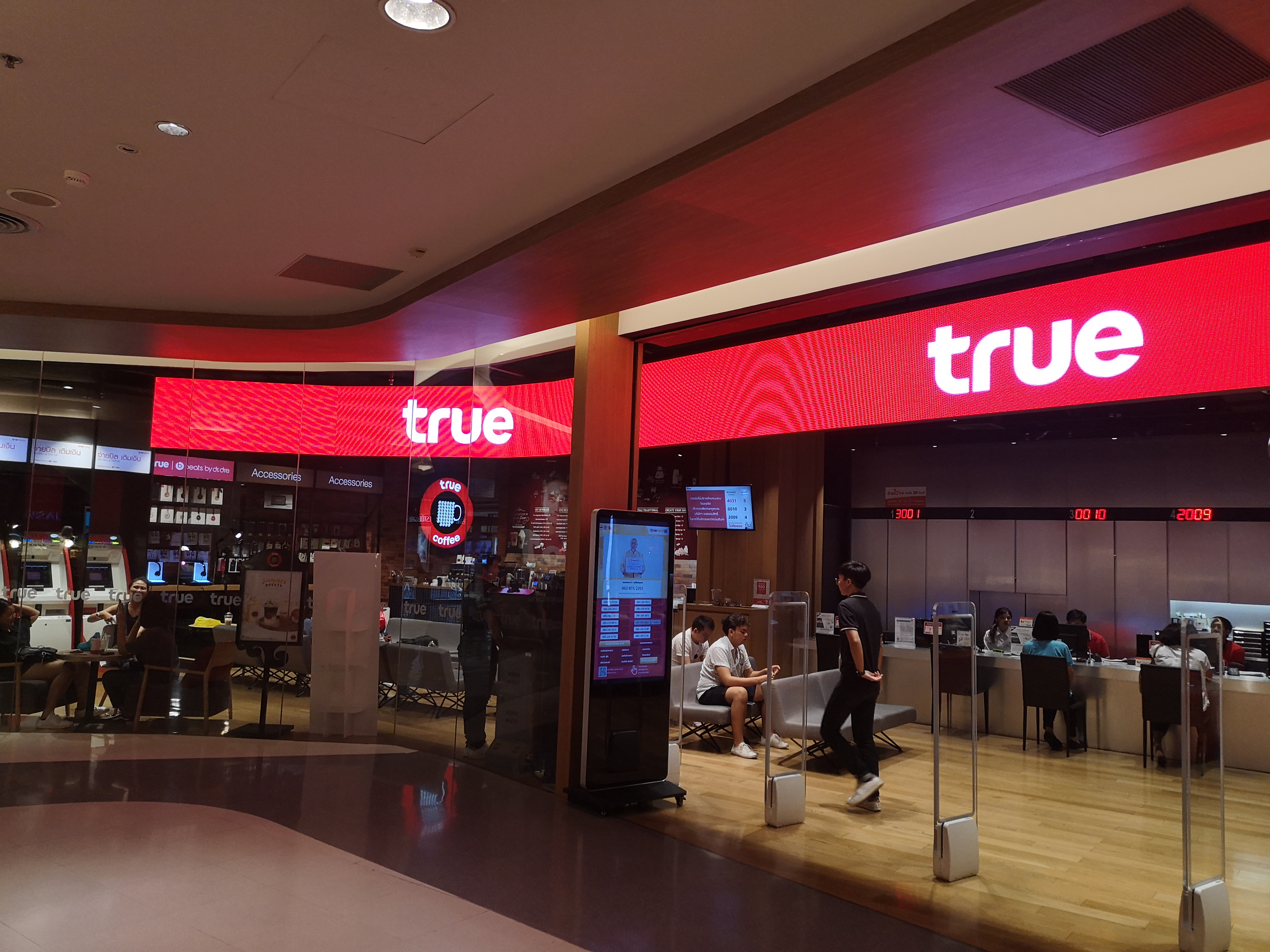
True Filiale im Central Silom Complex

TelecomAsia stieg 2001 in das Mobilfunkgeschäft ein, zuerst in Kooperation mit dem französischen Anbieter Orange (Tochter der France Télecom) unter dem Namen TA Orange, 2003 zog sich Orange jedoch zurück. 2004 erfolgte die Umbenennung in True Corporation. 2005 übernahm sie den thailändischen Kabelfernseh-Anbieter United Broadcasting Corporation (UBC). Anschließend wurde das Mobilfunkgeschäft in TrueMove und die Kabelfernsehsparte TrueVision umbenannt. Nach Ablauf der 25-jährigen Lizenz übergab True 2017 die 2,6 Millionen Festnetzleitungen vertragsgemäß an die staatseigene TOT (Telephone Organisation of Thailand). Sie bietet aber weiterhin Festnetzanschlüsse in Verbindung mit der TOT an. Mit einem Umsatz von 124 Milliarden Baht (zirka 4 Milliarden Euro) (2016) und einem Personal von 23.000 Mitarbeitern gilt sie als eines der größten Telekommunikationsunternehmen Asiens. Aktien des Unternehmens werden an der Bangkoker Börse (Stock Exchange of Thailand, kurz SET) gehandelt.
CEO von TelecomAsia bzw. True war von 1999 bis 2017 Suphachai Chearavanont, ein Sohn des langjährigen Charoen-Pokphand-Chefs Dhanin Chearavanont. Seit 2019 ist Suphachai Vorsitzender des Board of Directors.